# Jacek Rzeszotnik
Jacek Rzeszotnik (* 1967 in Kluczbork) ist ein polnischer Germanist.

## Leben
Von 1986 bis 1991 absolvierte er ein Magisterstudium an der Universität Wrocław. Nach der Promotion 1998 und der Habilitation 2004 ist er Leiter der Forschungsstelle für Literatur und Medien und Professor am Lehrstuhl für Deutsche Literatur nach 1945.
Seine Forschungsinteressen sind  Literaturwissenschaft: deutsch-, englisch- und polnischsprachige Unterhaltungsliteratur im 19.–21. Jahrhundert.; literarische Kommunikationsstrategien; Rezeption der fantastischen Literatur in Polen und dem deutschen Sprachraum; Rezeption von Stanisław Lem im deutschen Sprachraum; Imagologie (interkulturelle Hermeneutik): Deutschenbild in Polen und Polenbild in Deutschland und Medienwissenschaft: intermediale ästhetische Transfers; Neue Medien; Internetliteratur.

## Schriften (Auswahl)
- Literarische Kommunikationsstrategien. Zum Bestsellerroman und dessen Autoren in der zweiten Hälfte des 19. und des 20. Jahrhunderts am Beispiel von Karl May und Johannes Mario Simmel. Meitingen 2000.
- Konfliktfaktor Mensch im Werk von Ernst Vlcek. Ein Essay über agonale Konstellationen in der modernen Unterhaltungs-Science-Fiction. Passau 2002.
- Ein zerebraler Schriftsteller namens Lem. Zur Rekonstruktion von Stanisław Lems Autoren- und Werkbild im deutschen Sprachraum anhand von Fallbeispielen. Wrocław 2003.
- Die Persistenz des Stereotypen. Zum Deutschenbild in der polnischen nichtrealistischen Kurzprosa der Nachwendezeit. Eine imagologische semianthologische Studie. Dresden 2013.
- mit Ewa Matkowska und Krzysztof Polechoński: Literatura polska w tajnych dokumentach NRD. Portrety i szkice. Warszawa 2017.
- Stanisław Lems literarische Gedankenexperimente. Eine Essaysammlung. Marburg 2018.